# Anjanette Kirkland
Anjanette Kirkland (Pineville, 24 febbraio 1974) è un'ex ostacolista statunitense, campionessa mondiale dei 100 metri ostacoli a Edmonton 2001 e campionessa mondiale indoor dei 60 metri ostacoli a Lisbona 2001.

## Palmarès
| Anno | Manifestazione  | Sede        | Evento   | Risultato  | Prestazione | Note                                     |
| ---- | --------------- | ----------- | -------- | ---------- | ----------- | ---------------------------------------- |
| 1997 | Mondiali        | Atene       | 100 m hs | Semifinale | 13"04       |                                          |
| 2001 | Mondiali indoor | Lisbona     | 60 m hs  | Oro        | 7"85        | Miglior prestazione personale            |
| 2001 | Mondiali        | Edmonton    | 100 m hs | Oro        | 12"42       | Miglior prestazione mondiale stagionale  |
| 2003 | Mondiali        | Saint-Denis | 100 m hs | Batteria   | 13"80       | Miglior prestazione personale stagionale |

## Campionati nazionali
- 1 volta campionessa nazionale indoor dei 60 metri ostacoli (2001)

1997
- Argento ai campionati statunitensi, 100 m hs - 12"74

2001
- Oro ai campionati statunitensi indoor, 60 m hs - 7"97
- Bronzo ai campionati statunitensi, 100 m hs - 13"14

2002
- Bronzo ai campionati statunitensi, 100 m hs - 12"85

2004
- Bronzo ai campionati statunitensi indoor, 60 m hs - 7"99

## Altre competizioni internazionali
2002
- Bronzo alla Grand Prix Final ( Parigi), 100 m hs - 12"62